# Peine de mort au Bangladesh
Au Bangladesh, la peine de mort est une sanction légale prévue par le code pénal. Elle est activement appliquée.

## Crimes punis de la peine de mort
Les crimes passibles de la peine de morts sont :
- le meurtre[2],
- les infractions liées à la drogue[3],
- la sodomie,
- l'enlèvement
- la traite d'enfants à des fins immorales ou illégales,
- la traite des êtres humains,
- l’exploitation sexuelle/l’esclavage (en particulier des enfants ou des femmes),
- le terrorisme,
- le viol,
- le vol à main armée,
- la sédition,
- le sabotage,
- le détournement d'avions,
- les infractions militaires telles que la mutinerie, la lâcheté ou la désertion,
- la tentative de meurtre avec dot,
- l'encouragement ou complot en vue de commettre des infractions passibles de la peine capitale,
- le parjure causant une exécution,
- l'espionnage,
- les crimes de guerre,
- la trahison[4].

## Procédure / Application selon les infractions

### Exécution
Le code pénal établir que la sentence doit être exécutée par pendaison. La cour suprême a cependant établit que l'accusé peut être condamné à être fusillé.

## Histoire

### Condamnés célèbres
Le 29 octobre 2014, le Tribunal international des crimes du Bangladesh condamne à mort l'ancien ministre Motiur Rahman Nizami pour crime de guerre. La sentence a été exécutée par pendaison le 10 mai 2016.

## Condamnations à mort récentes
- Le 8 décembre 2021, 20 étudiants ont été condamnés à mort (et 5 autres ont été condamnés à la prison à vie) pour avoir lynché un autre étudiant sur le campus de l'université d'ingénierie et de technologie du Bangladesh[9]
- Le 31 janvier 2022, deux officiers de police sont condamnés à mort pour le meurtre d'un militaire haut gradé[10].